# James Lambdin

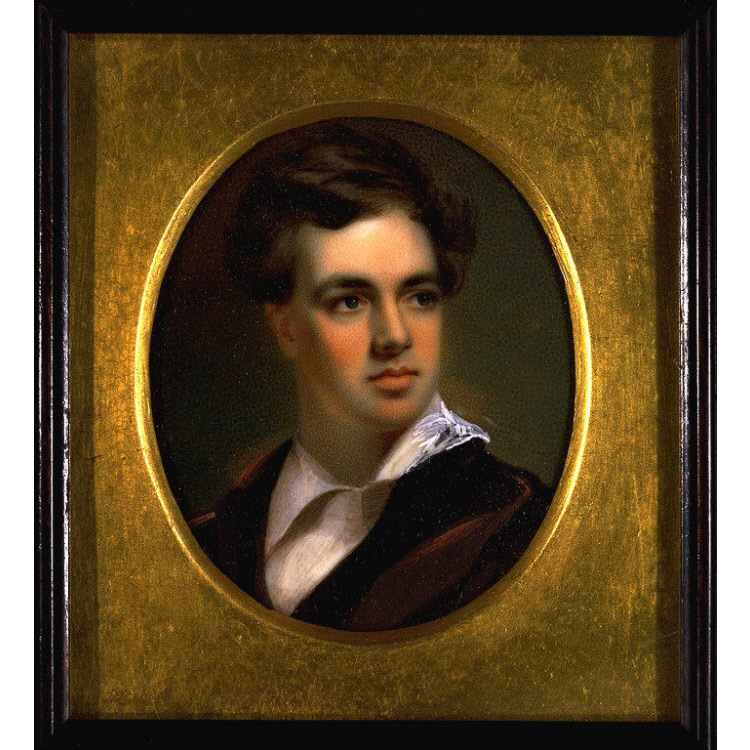
James Reid Lambdin, Selbstporträt, zwischen 1840 und 1850. National Portrait Gallery

James Reid Lambdin (* 10. Mai 1807 in Pittsburgh, Pennsylvania; †  31. Januar 1889) war ein US-amerikanischer Porträtmaler, Museumsdirektor und Kunstpädagoge. Er ist bekannt für seine Porträts zahlreicher US-Präsidenten und bedeutender Persönlichkeiten des 19. Jahrhunderts.

## Leben

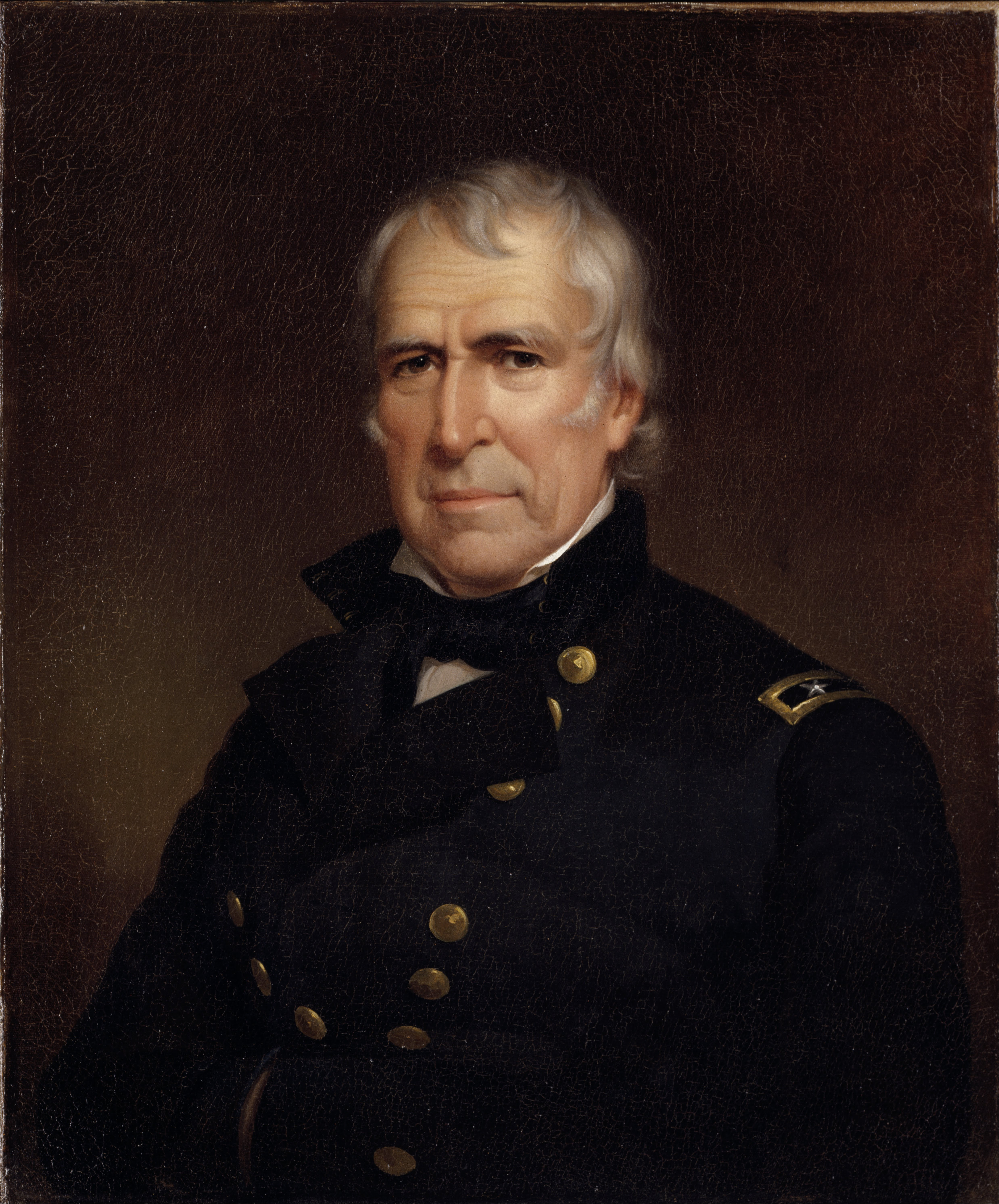
James Reid Lambdin, Zachary Taylor, 1848, National Portrait Gallery, Washington, D.C.

Nach dem Tod seines Vaters 1812 geriet die Familie in finanzielle Schwierigkeiten, so dass James Lambdin im Alter von zwölf Jahren die Schule verließ, um in einer Buchhandlung zu arbeiten. Dort studierte er Kunstbücher und brachte sich selbst das Zeichnen bei. Nachdem er die Reproduktion eines Porträts von George Washington von Gilbert Stuart gesehen hatte, beschloss James Lambdin, Maler zu werden. 1823 ging er nach Philadelphia, um bei Thomas Sully (1783–1872) zu studieren. Sully nahm ihn jedoch erst nach einer sechsmonatigen Ausbildung bei Edward Miles (1752–1828), einem Porträt- und Miniaturmaler und ehemaligen Hofkünstler in England und Russland, als Lehrling auf. James Lambdin stellte 1824 ein Porträt an der Pennsylvania Academy of the Fine Arts aus und kehrte 1826 nach Pittsburgh zurück, wo er sich schnell einen Namen als Porträtmaler machte.
1827 gründete und leitete James Lambdin in Pittsburgh ein Naturkundemuseum und eine Gemäldegalerie, die sowohl künstlerische als auch naturwissenschaftliche Exponate enthielt und sich deutlich am berühmten Peale Museum in Philadelphia orientierte. James Lambdin heiratete 1828; sein erster Sohn, George Cochran Lambdin (der ein bekannter Genre- und Stilllebenmaler werden sollte), wurde 1830 geboren. Auf der Suche nach neuen Aufträgen zog James Lambdin 1832 nach Louisville, Kentucky, und besuchte auch Mobile, Natchez, New York und Philadelphia.
In Philadelphia ließ sich James Lambdin 1837 dauerhaft nieder. 1838 wurde er in den Vorstand der Artists’ Fund Society berufen, deren Vizepräsident er von 1840 bis 1843 und deren Präsident er von 1845 bis 1867 war. 1845 wurde er zum Direktor der Pennsylvania Academy ernannt und war viele Jahre lang Vorsitzender des Committee on Instruction. Zusammen mit John F. Kensett (18161872) und dem Bildhauer Henry Kirke Brown (1814–1886) gehörte James Lambdin auch der National Arts Commission an, die Aufträge und Ankäufe für das US-Kapitol überwachte. Von 1861 bis 1866 war James Lambdin Professor für Bildende Kunst an der Universität von Pennsylvania. Er starb in einem Zug in Kentucky auf dem Weg zu seinem Haus in Philadelphia.

## Werk

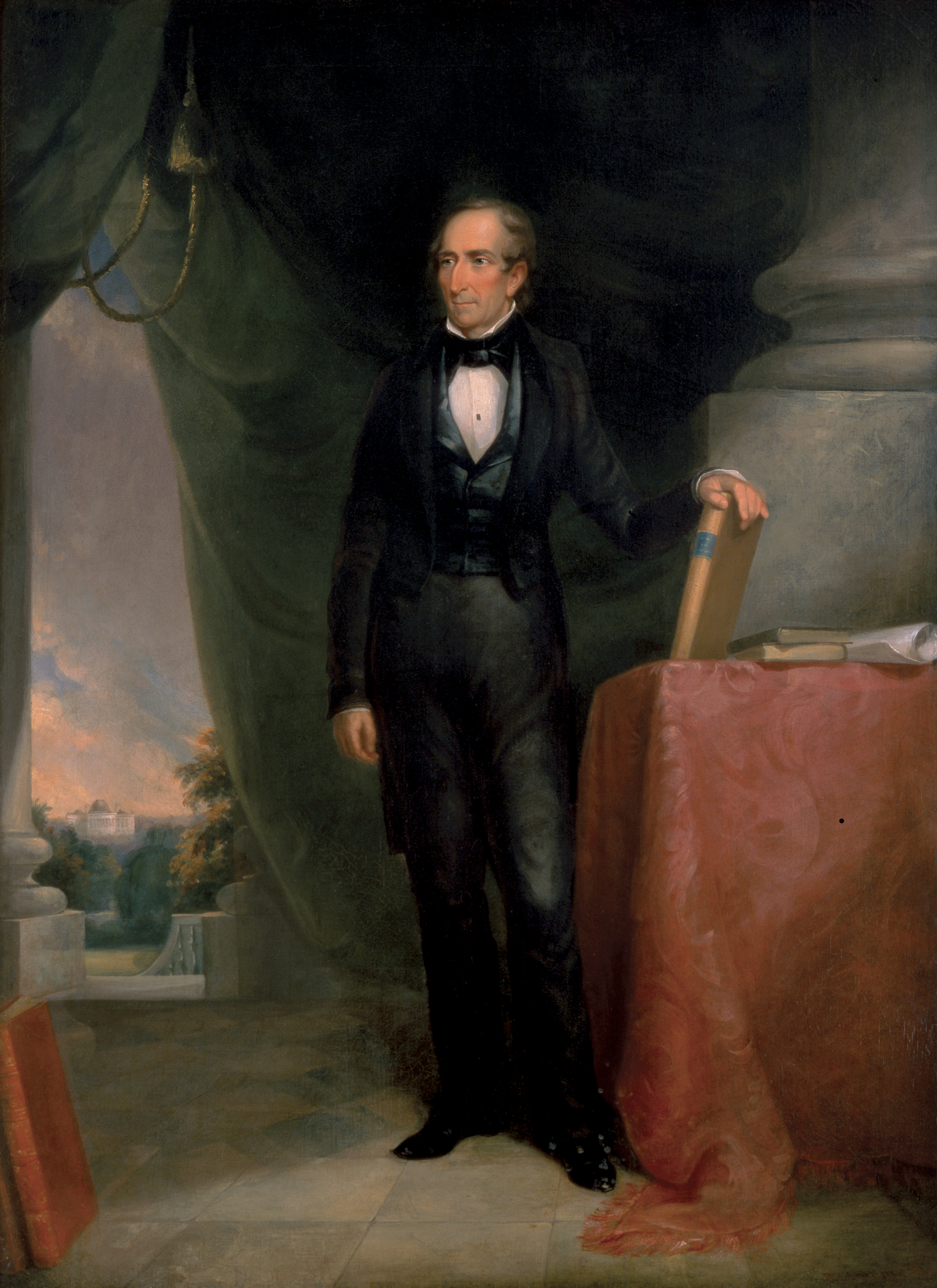
James Reid Lambdin, John Tyler. Bezeichnet: Portrait of / John Tyler / President of the U.S. / Painted by J R Lambdin / Philadelphia / 1841. / The original head finished at Washington City / June 22. 1841. White House, Washington, D.C.

James Lambdin spezialisierte sich auf Porträts und malte alle US-Präsidenten. Seine Werke zeichnen sich durch Detailtreue und einen realistischen Stil aus.